# Klaudia Wiśniowska
Klaudia Wiśniowska (ur. 5 sierpnia 1995 w Gorzowie Wielkopolskim) – polska szachistka, mistrzyni FIDE od 2013 roku.

## Kariera szachowa
Wielokrotnie startowała w finałach mistrzostw Polski juniorek w różnych kategoriach wiekowych, zdobywając cztery medale: srebrny (Solina 2012 – do 18 lat) oraz trzy brązowe (Karpacz 2010 oraz Murzasichle 2011 – oba w kategorii do 16 lat, Szczyrk 2013 – do 18 lat). 
W 2011 r. zdobyła we Wrocławiu brązowy medal drużynowych mistrzostw Polski kobiet (w barwach klubu "Stilon" Gorzów Wielkopolski), natomiast w 2012 r. zdobyła w Pardubicach srebrny medal drużynowych mistrzostw Europy juniorek do 18 lat.
Najwyższy ranking w dotychczasowej karierze osiągnęła 1 października 2014 r., z wynikiem 2198 punktów zajmowała wówczas 21. miejsce wśród polskich szachistek.